# Saint-Henri–Sainte-Anne
Circonscription électorale provinciale du Canada
Saint-Henri–Sainte-Anne est une circonscription électorale provinciale de la région de Montréal (Québec). Elle englobe les quartiers Saint-Henri, la Petite-Bourgogne, Pointe-Saint-Charles, Ville-Émard, Côte-Saint-Paul et Griffintown.

## Historique
La circonscription de Saint-Henri–Sainte-Anne est créée lors de la refonte de la carte électorale de 1992 en ajoutant à la circonscription précédente de Saint-Henri une partie de celle de Sainte-Anne. En 2001, elle est agrandie de la partie de Westmount–Saint-Louis située au sud de l'autoroute Ville-Marie. En 2011, nouvel agrandissement au nord-est, en prenant une partie du sud de Notre-Dame-de-Grâce. Puis, en 2017, la circonscription cède à Westmount–Saint-Louis une petite portion de son territoire située au nord-est de l'autoroute Bonaventure, de la rue Notre-Dame Ouest et de la rue Guy.
Les électeurs de Saint-Henri–Sainte-Anne ont toujours élu des candidates du Parti libéral du Québec. La circonscription a été représentée par Nicole Loiselle (1994-2007), Marguerite Blais (2007-2015) et Dominique Anglade (depuis 2015).
Le 11 mai 2020, Dominique Anglade, la députée de la circonscription depuis 2015, est élue cheffe du Parti libéral du Québec. Elle devient donc la cheffe de l'opposition officielle du Québec. Elle est réélue en 2022, puis démissionne la même année. Elle est remplacée par Guillaume Cliche-Rivard de Québec solidaire après une élection partielle.

## Territoire et limites
La circonscription de Saint-Henri–Sainte-Anne est constituée du territoire de l'arrondissement du Sud-Ouest de la ville de Montréal.

## Liste des députés
| Législature                                                     | Années       | Député            | Député                  | Parti            |
| --------------------------------------------------------------- | ------------ | ----------------- | ----------------------- | ---------------- |
| Saint-Henri–Sainte-Anne Créée depuis Saint-Henri et Sainte-Anne |              |                   |                         |                  |
| 35e                                                             | 1994–1998    |                   | Nicole Loiselle         | Libéral          |
| 36e                                                             | 1998–2003    |                   | Nicole Loiselle         | Libéral          |
| 37e                                                             | 2003–2007    |                   | Nicole Loiselle         | Libéral          |
| 38e                                                             | 2007–2008    | Marguerite Blais  |                         | Libéral          |
| 39e                                                             | 2008–2012    | Marguerite Blais  |                         | Libéral          |
| 40e                                                             | 2012–2014    | Marguerite Blais  |                         | Libéral          |
| 41e                                                             | 2014–2015    | Marguerite Blais  |                         | Libéral          |
| 41e                                                             | 2015–2018    | Dominique Anglade |                         | Libéral          |
| 42e                                                             | 2018–2022    | Dominique Anglade |                         | Libéral          |
| 43e                                                             | 2022–2023    | Dominique Anglade |                         | Libéral          |
| 43e                                                             | 2023–présent |                   | Guillaume Cliche-Rivard | Québec solidaire |

Dominique Anglade est députée de Saint-Henri-Sainte-Anne de 2015 à 2022.
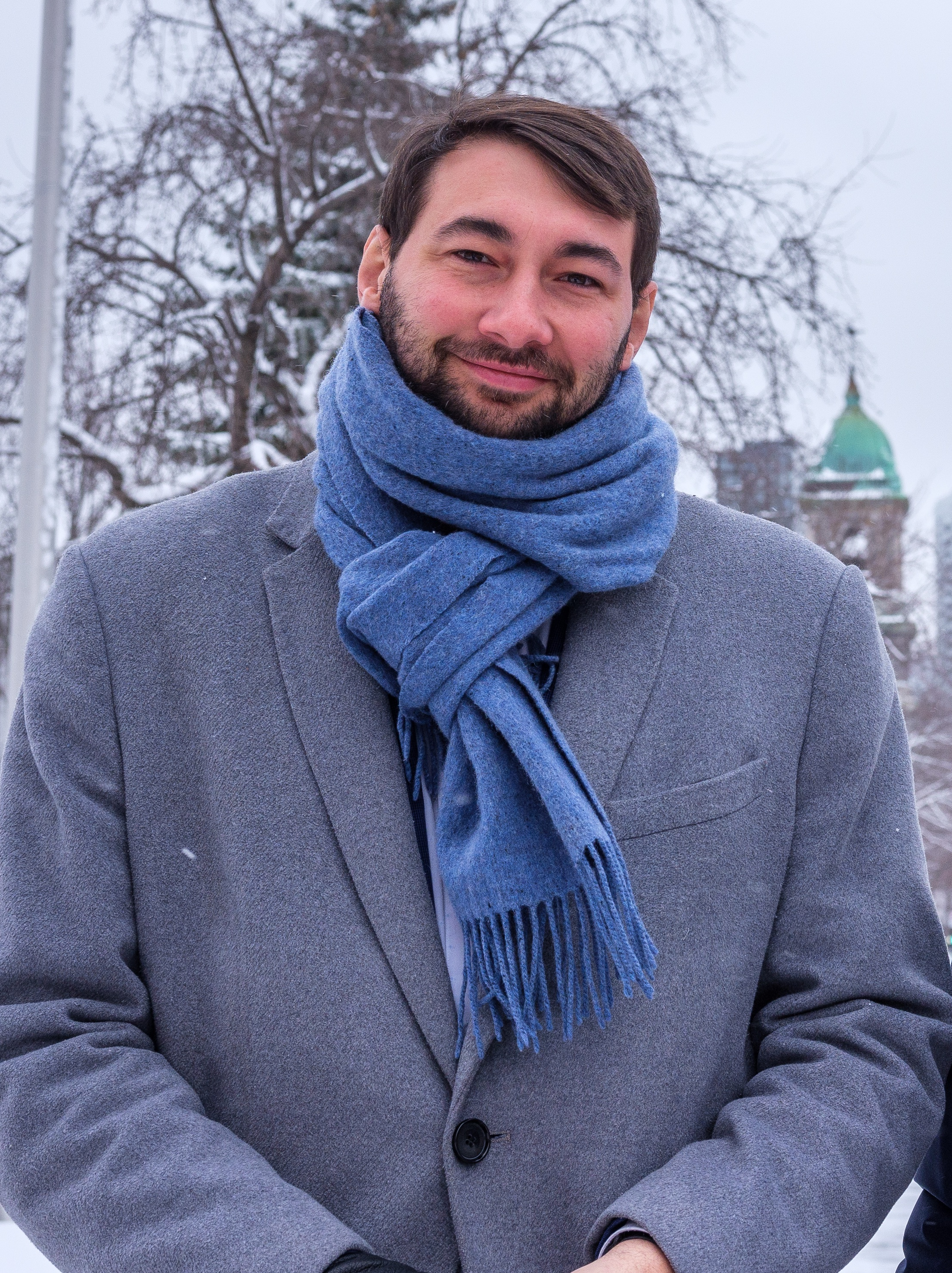
Guillaume Cliche-Rivard est député de Saint-Henri-Sainte-Anne depuis mars 2023.

## Résultats électoraux

### Évolution pour les principaux partis
| |
| - Parti libéral - Parti québécois - Action démocratique (ancien) - Parti égalité (ancien) - Québec solidaire - Coalition avenir - Parti conservateur |

### Résultats détaillés
|                                                                                               | Nom                     | Parti                    | Nombre de voix | %      | Maj.  |
| --------------------------------------------------------------------------------------------- | ----------------------- | ------------------------ | -------------- | ------ | ----- |
|                                                                                               | Guillaume Cliche-Rivard | Québec solidaire         | 7 897          | 44,5 % | 2 758 |
|                                                                                               | Christopher Baenninger  | Libéral                  | 5 139          | 29 %   | -     |
|                                                                                               | Andréanne Fiola         | Parti québécois          | 2 025          | 11,4 % | -     |
|                                                                                               | Victor Pelletier        | Coalition avenir         | 1 661          | 9,4 %  | -     |
|                                                                                               | Lucien Koty             | Conservateur             | 478            | 2,7 %  | -     |
|                                                                                               | Jean-Pierre Duford      | Vert                     | 251            | 1,4 %  | -     |
|                                                                                               | Ian Denman              | Parti canadien du Québec | 113            | 0,6 %  | -     |
|                                                                                               | Jean-François Racine    | Climat Québec            | 67             | 0,4 %  | -     |
|                                                                                               | Beverly Bernardo        | Indépendant              | 47             | 0,3 %  | -     |
|                                                                                               | Jean-Charles Cléroux    | Démocratie directe       | 39             | 0,2 %  | -     |
|                                                                                               | Shawn Lalande McLean    | Accès propriété          | 30             | 0,2 %  | -     |
| Total                                                                                         | Total                   | Total                    | 17 747         | 100 %  |       |
| Le taux de participation lors de l'élection était de 31,1 % et 133 bulletins ont été rejetés. |                         |                          |                |        |       |

|                                                                                               | Nom                          | Parti              | Nombre de voix | %      | Maj.  |
| --------------------------------------------------------------------------------------------- | ---------------------------- | ------------------ | -------------- | ------ | ----- |
|                                                                                               | Dominique Anglade (sortante) | Libéral            | 11 728         | 36,2 % | 2 736 |
|                                                                                               | Guillaume Cliche-Rivard      | Québec solidaire   | 8 992          | 27,7 % | -     |
|                                                                                               | Nicolas Huard-Isabelle       | Coalition avenir   | 5 751          | 17,7 % | -     |
|                                                                                               | Julie Daubois                | Parti québécois    | 2 683          | 8,3 %  | -     |
|                                                                                               | Mischa White                 | Conservateur       | 2 063          | 6,4 %  | -     |
|                                                                                               | Jean-Pierre Duford           | Vert               | 620            | 1,9 %  | -     |
|                                                                                               | Janusz Kaczorowski           | Bloc Montréal      | 530            | 1,6 %  | -     |
|                                                                                               | Esther Gaudreault            | Démocratie directe | 73             | 0,2 %  | -     |
| Total                                                                                         | Total                        | Total              | 32 440         | 100 %  |       |
| Le taux de participation lors de l'élection était de 57,8 % et 357 bulletins ont été rejetés. |                              |                    |                |        |       |

|                                                                                               | Nom                          | Parti                | Nombre de voix | %      | Maj.  |
| --------------------------------------------------------------------------------------------- | ---------------------------- | -------------------- | -------------- | ------ | ----- |
|                                                                                               | Dominique Anglade (sortante) | Libéral              | 11 837         | 38,1 % | 4 424 |
|                                                                                               | Benoit Racette               | Québec solidaire     | 7 413          | 23,8 % | -     |
|                                                                                               | Sylvie Hamel                 | Coalition avenir     | 5 809          | 18,7 % | -     |
|                                                                                               | Dieudonné Ella Oyono         | Parti québécois      | 3 568          | 11,5 % | -     |
|                                                                                               | Jean-Pierre Duford           | Vert                 | 1 009          | 3,2 %  | -     |
|                                                                                               | Steven Scott                 | NPD Québec           | 690            | 2,2 %  | -     |
|                                                                                               | Caroline Orchard             | Conservateur         | 380            | 1,2 %  | -     |
|                                                                                               | Félix Gagnon-Paquin          | Bloc pot             | 202            | 0,6 %  | -     |
|                                                                                               | Christopher Young            | Changement Intégrité | 103            | 0,3 %  | -     |
|                                                                                               | Linda Sullivan               | Marxiste-léniniste   | 91             | 0,3 %  | -     |
| Total                                                                                         | Total                        | Total                | 31 102         | 100 %  |       |
| Le taux de participation lors de l'élection était de 56,6 % et 597 bulletins ont été rejetés. |                              |                      |                |        |       |

|                                                                                               | Nom                      | Parti            | Nombre de voix | %      | Maj.  |
| --------------------------------------------------------------------------------------------- | ------------------------ | ---------------- | -------------- | ------ | ----- |
|                                                                                               | Dominique Anglade        | Libéral          | 5 325          | 38,6 % | 1 206 |
|                                                                                               | Gabrielle Lemieux        | Parti québécois  | 4 119          | 29,9 % | -     |
|                                                                                               | Marie-Ève Rancourt       | Québec solidaire | 2 856          | 20,7 % | -     |
|                                                                                               | Louis-Philippe Boulanger | Coalition avenir | 717            | 5,2 %  | -     |
|                                                                                               | Jiab Zuo                 | Vert             | 507            | 3,7 %  | -     |
|                                                                                               | Luc Lefebvre             | Option nationale | 146            | 1,1 %  | -     |
|                                                                                               | Christian Hébert         | Conservateur     | 110            | 0,8 %  | -     |
| Total                                                                                         | Total                    | Total            | 13 780         | 100 %  |       |
| Le taux de participation lors de l'élection était de 23,9 % et 115 bulletins ont été rejetés. |                          |                  |                |        |       |

|                                                                                               | Nom                         | Parti            | Nombre de voix | %      | Maj.   |
| --------------------------------------------------------------------------------------------- | --------------------------- | ---------------- | -------------- | ------ | ------ |
|                                                                                               | Marguerite Blais (sortante) | Libéral          | 19 795         | 52,5 % | 11 540 |
|                                                                                               | Véronique Fournier          | Parti québécois  | 8 255          | 21,9 % | -      |
|                                                                                               | Louis-Philippe Boulanger    | Coalition avenir | 4 218          | 11,2 % | -      |
|                                                                                               | Molly Alexander             | Québec solidaire | 4 029          | 10,7 % | -      |
|                                                                                               | Sharon Sweeney              | Vert             | 700            | 1,9 %  | -      |
|                                                                                               | Anna Kruzynski              | Parti nul        | 293            | 0,8 %  | -      |
|                                                                                               | Étienne Forest              | Option nationale | 225            | 0,6 %  | -      |
|                                                                                               | Jairo Gaston Sanchez        | Bloc pot         | 174            | 0,5 %  | -      |
| Total                                                                                         | Total                       | Total            | 37 689         | 100 %  |        |
| Le taux de participation lors de l'élection était de 68,3 % et 550 bulletins ont été rejetés. |                             |                  |                |        |        |

|                                                                                               | Nom                         | Parti            | Nombre de voix | %      | Maj.  |
| --------------------------------------------------------------------------------------------- | --------------------------- | ---------------- | -------------- | ------ | ----- |
|                                                                                               | Marguerite Blais (sortante) | Libéral          | 13 894         | 38,5 % | 2 307 |
|                                                                                               | Sophie Stanké               | Parti québécois  | 11 587         | 32,1 % | -     |
|                                                                                               | Joakim Beaupré              | Coalition avenir | 5 573          | 15,4 % | -     |
|                                                                                               | Nicolas Boisclair           | Québec solidaire | 4 084          | 11,3 % | -     |
|                                                                                               | Luc Lefebvre                | Option nationale | 827            | 2,3 %  | -     |
|                                                                                               | Andrzej Jastrzebski         | Unité nationale  | 157            | 0,4 %  | -     |
| Total                                                                                         | Total                       | Total            | 36 122         | 100 %  |       |
| Le taux de participation lors de l'élection était de 68,1 % et 612 bulletins ont été rejetés. |                             |                  |                |        |       |

|                                                                                               | Nom                         | Parti               | Nombre de voix | %      | Maj.  |
| --------------------------------------------------------------------------------------------- | --------------------------- | ------------------- | -------------- | ------ | ----- |
|                                                                                               | Marguerite Blais (sortante) | Libéral             | 10 552         | 45,8 % | 2 017 |
|                                                                                               | Frédéric Isaya              | Parti québécois     | 8 535          | 37,1 % | -     |
|                                                                                               | Marie-Ève Rancourt          | Québec solidaire    | 1 471          | 6,4 %  | -     |
|                                                                                               | Claude Ludovic Mbany        | Action démocratique | 1 326          | 5,8 %  | -     |
|                                                                                               | Tim Landry                  | Vert                | 985            | 4,3 %  | -     |
|                                                                                               | Jean-Paul Bédard            | Marxiste-léniniste  | 146            | 0,6 %  | -     |
| Total                                                                                         | Total                       | Total               | 23 015         | 100 %  |       |
| Le taux de participation lors de l'élection était de 44,8 % et 405 bulletins ont été rejetés. |                             |                     |                |        |       |

|                                                                                             | Nom                 | Parti               | Nombre de voix | %      | Maj.  |
| ------------------------------------------------------------------------------------------- | ------------------- | ------------------- | -------------- | ------ | ----- |
|                                                                                             | Marguerite Blais    | Libéral             | 11 915         | 38,5 % | 2 753 |
|                                                                                             | Robin Philpot       | Parti québécois     | 9 162          | 29,6 % | -     |
|                                                                                             | Chantal Beauregard  | Action démocratique | 5 422          | 17,5 % | -     |
|                                                                                             | Shawna O'Flaherty   | Vert                | 2 179          | 7 %    | -     |
|                                                                                             | Arthur Sandborn     | Québec solidaire    | 2 037          | 6,6 %  | -     |
|                                                                                             | Andrzej Jastrzebski | Socialisme chrétien | 141            | 0,5 %  | -     |
|                                                                                             | Rachel Hoffman      | Marxiste-léniniste  | 103            | 0,3 %  | -     |
| Total                                                                                       | Total               | Total               | 30 959         | 100 %  |       |
| Le taux de participation lors de l'élection était de 61 % et 448 bulletins ont été rejetés. |                     |                     |                |        |       |

|                                                                                             | Nom                        | Parti               | Nombre de voix | %      | Maj.  |
| ------------------------------------------------------------------------------------------- | -------------------------- | ------------------- | -------------- | ------ | ----- |
|                                                                                             | Nicole Loiselle (sortante) | Libéral             | 16 004         | 52,9 % | 6 174 |
|                                                                                             | Raymond Munger             | Parti québécois     | 9 830          | 32,5 % | -     |
|                                                                                             | Claudette Marullo          | Action démocratique | 2 645          | 8,7 %  | -     |
|                                                                                             | Marc-André Payette         | UFP                 | 595            | 2 %    | -     |
|                                                                                             | Suzanne Moussette          | Vert                | 439            | 1,5 %  | -     |
|                                                                                             | Nicky Tanguay              | Bloc pot            | 424            | 1,4 %  | -     |
|                                                                                             | Andrzej Jastrzebski        | Socialisme chrétien | 142            | 0,5 %  | -     |
|                                                                                             | Jean-Paul Bédard           | Marxiste-léniniste  | 116            | 0,4 %  | -     |
|                                                                                             | Larry Vitas                | Égalité             | 52             | 0,2 %  | -     |
| Total                                                                                       | Total                      | Total               | 30 247         | 100 %  |       |
| Le taux de participation lors de l'élection était de 61 % et 461 bulletins ont été rejetés. |                            |                     |                |        |       |

|                                                                                               | Nom                        | Parti                 | Nombre de voix | %      | Maj.  |
| --------------------------------------------------------------------------------------------- | -------------------------- | --------------------- | -------------- | ------ | ----- |
|                                                                                               | Nicole Loiselle (sortante) | Libéral               | 14 240         | 48,4 % | 2 307 |
|                                                                                               | Luc Labelle                | Parti québécois       | 11 933         | 40,5 % | -     |
|                                                                                               | Jean-Marc Demers           | Action démocratique   | 2 570          | 8,7 %  | -     |
|                                                                                               | Sonia Marcoux              | Démocratie socialiste | 205            | 0,7 %  | -     |
|                                                                                               | Henrius Lachance           | Marxiste-léniniste    | 173            | 0,6 %  | -     |
|                                                                                               | Jean-Noël Sorel            | Indépendant           | 126            | 0,4 %  | -     |
|                                                                                               | Deepak Massand             | Égalité               | 124            | 0,4 %  | -     |
|                                                                                               | Fida Abou Nassif           | Communiste            | 78             | 0,3 %  | -     |
| Total                                                                                         | Total                      | Total                 | 29 449         | 100 %  |       |
| Le taux de participation lors de l'élection était de 73,8 % et 432 bulletins ont été rejetés. |                            |                       |                |        |       |

|                                                                                               | Nom                      | Parti                  | Nombre de voix | %      | Maj. |
| --------------------------------------------------------------------------------------------- | ------------------------ | ---------------------- | -------------- | ------ | ---- |
|                                                                                               | Nicole Loiselle          | Libéral                | 14 940         | 48 %   | 641  |
|                                                                                               | Réjean Thomas            | Parti québécois        | 14 299         | 45,9 % | -    |
|                                                                                               | Luc Proulx               | Action démocratique    | 998            | 3,2 %  | -    |
|                                                                                               | Serge Turmel             | NPD Québec             | 344            | 1,1 %  | -    |
|                                                                                               | Dave Schuilenburg        | Canada !               | 229            | 0,7 %  | -    |
|                                                                                               | William Michaud          | Souveraineté du Québec | 135            | 0,4 %  | -    |
|                                                                                               | Satyajyoti Bhattacharjee | Loi naturelle          | 112            | 0,4 %  | -    |
|                                                                                               | Mark Jaczyk              | Développement Québec   | 93             | 0,3 %  | -    |
| Total                                                                                         | Total                    | Total                  | 31 150         | 100 %  |      |
| Le taux de participation lors de l'élection était de 81,2 % et 683 bulletins ont été rejetés. |                          |                        |                |        |      |

## Résultats référendaires
|  | Référendum         | % du OUI | % du NON | Taux de participation |
|  | Référendum de 1995 | 46,87 %  | 53,13 %  | 92,60 %               |